# Resolutie 1128 Veiligheidsraad Verenigde Naties
Resolutie 1128 van de Veiligheidsraad van de Verenigde Naties werd unaniem door de VN-Veiligheidsraad aangenomen op 12 september 1997, en verlengde de UNMOT-waarnemingsmissie in Tadzjikistan met twee maanden.

## Achtergrond
Na de val van de Sovjet-Unie, werden in 1991 verkiezingen gehouden in Tadzjikistan. Begin 1992 kwam de oppositie in opstand tegen de uitslag – de oud-communisten hadden gewonnen – ervan. Er brak een burgeroorlog uit tussen de gevestigde macht en hervormingsgezinden en islamisten uit de achtergestelde regio's van het land, die zich hadden verenigd. In 1997 werd onder VN-bemiddeling een
vredesakkoord gesloten.

## Inhoud
De gesprekken tussen de Tadzjiekse regering en oppositie waren met succes afgerond en hadden tot een akkoord geleid. De uitvoering daarvan vroeg om de inzet van de partijen en steun van de Verenigde Naties en de internationale gemeenschap. Toch bleef de veiligheidssituatie in Tadzjikistan onzeker.
De partijen werden opgeroepen hun akkoord volledig uit te voeren en het werk van de verzoeningscommissie in Doesjanbe te hervatten. Ook moesten ze instaan voor de veiligheid en de bewegingsvrijheid van het VN- en het GOS-vredespersoneel. Secretaris-generaal Kofi Annan werd gevraagd bijkomende manieren te zoeken om voor de veiligheid van het VN-personeel te zorgen. Ook werd het mandaat van UNMOT met twee maanden verlengd, tot 15 november.

## Verwante resoluties
- Resolutie 1099 Veiligheidsraad Verenigde Naties
- Resolutie 1013 Veiligheidsraad Verenigde Naties
- Resolutie 1138 Veiligheidsraad Verenigde Naties
- Resolutie 1167 Veiligheidsraad Verenigde Naties (1998)

Lijst ·  1093 ·  1094 ·  1095 ·  1096 ·  1097 ·  1098 ·  1099 ·  1100 ·  1101 ·  1102 ·  1103 ·  1104 ·  1105 ·  1106 ·  1107 ·  1108 ·  1109 ·  1110 ·  1111 ·  1112 ·  1113 ·  1114 ·  1115 ·  1116 ·  1117 ·  1118 ·  1119 ·  1120 ·  1121 ·  1122 ·  1123 ·  1124 ·  1125 ·  1126 ·  1127 ·  1128 ·  1129 ·  1130 ·  1131 ·  1132 ·  1133 ·  1134 ·  1135 ·  1136 ·  1137 ·  1138 ·  1139 ·  1140 ·  1141 ·  1142 ·  1143 ·  1144 ·  1145 ·  1146